# Pete Holmes
Peter Benedict Holmes, detto Pete (Boston, 30 marzo 1979), è un comico, attore e produttore televisivo statunitense.
Noto per il podcast You Made It Weird, è autore della serie televisiva Crashing.